# Marcelo Azcárraga Palmero
Marcelo Azcarraga y Palmero (Manila, 4 settembre 1832 – Madrid, 30 maggio 1915) è stato un generale e politico spagnolo. È stato Presidente del Consiglio dei ministri tre volte sotto il regno di Alfonso XIII.